# Die Fälschung (1981)
Die Fälschung, ein Film aus dem Jahr 1981, ist die Verfilmung des gleichnamigen Romans von Nicolas Born. Regie führte Volker Schlöndorff.

## Handlung
Der Journalist Georg Laschen, Mitarbeiter eines Hamburger illustrierten Magazins, kommt in den Libanon, um über den Bürgerkrieg zu berichten. Die Zweifel an seinem Beruf wachsen. Er weiß, wie gut der Schrecken des Krieges sich verkauft, zumal, wenn er mit entsprechenden Bildern, die ein mitentsandter Fotograf liefern soll, illustriert ist. Wer gegen wen warum kämpft, wird ihm nicht klar. Mit seiner Frau, die er in Norddeutschland zurücklässt, hatte er zunehmend Probleme. Sein Privatleben scheint ihm ähnlich problematisch wie der Krieg im Libanon.
Georg Laschen trifft in Beirut eine Frau, eine Deutsche, die seit Jahren im Libanon lebt. Er verliebt sich in sie, aber es kommt zu keiner dauerhaften Bindung, weil sie neben ihm noch einen weiteren Liebhaber hat.

## Hintergrund
Volker Schlöndorff sagte zu seinem Film:

„Es geht nicht um den Krieg, sondern um den Mann, der darüber berichten soll. Er erwartet Tod und Grauen, findet aber das Leben. Denn die Wirklichkeit ist immer anders, wenn man sie miterlebt, als wenn man nur darüber informiert wird.“

## Kritik
„Schlöndorffs medienkritischer Film hat große Momente, bleibt aber in einem lediglich protokollarischen Realismus stecken. Seine perfekte Rekonstruktion von Kriegsszenen an Originalschauplätzen wirkt sonderbar unbeteiligt. Vorzüglich, wie immer, Luthers Kamerakünste.“

Michael Fischer kritisiert, dass die persönlichen Befindlichkeiten der privilegierten deutschen Protagonisten des Films im Vordergrund bleiben: 

„Dem Wesen der schrecklichen, wirren Ereignisse im Libanon, die sich auf seitenhohen Illustriertenphotos niederschlagen, kommt er nicht auf die Schliche“

Norbert Jochum kritisiert die Pressemitteilungen zum Film: 

„Der Geruch von Leichen: … Ich möchte nicht über den Film schreiben, sondern darüber, daß und wie im Umkreis des Films bedenkenlos umgegangen wird mit Tod und Krieg und Gewalt und Sterben.“

## Auszeichnungen
- Die Fälschung war 1982 für den César als Bester ausländischer Film nominiert.
- Jerzy Skolimowski gewann 1982 einen Preis beim Deutschen Filmpreis.